# Uncle Meat
Uncle Meat, editado en 1969, es la banda sonora de la película del mismo nombre, de la banda The Mothers of Invention. La portada, diseñada por Cal Schenkel, incluía "(Most of the Music from the Mother's [sic] Movie of the Same Name Which We Haven't Got Enough Money to Finish Yet)" (La mayoría de la música de la película del mismo nombre que no hemos tenido dinero suficiente para acabar aún). La película se editó directamente en video en 1987.
Uncle Meat marcó una evolución en la carrera de Frank Zappa, abriéndose más al jazz y la música clásica. También contiene (medio homenaje - medio burla), elementos de doo-wop, blues, rock and roll, y trozos de sonido de la película. 
Este doble álbum fue el primero de su sello Bizarre Records en afiliación de Reprise Records, después de su período con Verve Records.
La edición en CD se lanzó en 1987, conteniendo una nueva canción, "Tengo Na Minchia Tanta", cantada en italiano por Massimo Bassoli, además de casi 40 minutos de sonido de la película.

## Lista de canciones
Todas las canciones compuestas por Frank Zappa, excepto donde se indique lo contrario.

### Edición LP

#### Cara 1
1. "Uncle Meat: Main Title Theme" – 1:56
2. "The Voice of Cheese" – 0:26
3. "Nine Types of Industrial Pollution" – 6:00
4. "Zolar Czakl" – 0:54
5. "Dog Breath, in the Year of the Plague" – 3:59
6. "The Legend of the Golden Arches" – 3:28
7. "Louie Louie (At the Royal Albert Hall in London)" (Richard Berry) – 2:19
8. "The Dog Breath Variations" – 1:48

#### Cara 2
1. "Sleeping in a Jar" – 0:50
2. "Our Bizarre Relationship" – 1:05
3. "The Uncle Meat Variations" – 4:46
4. "Electric Aunt Jemima" – 1:46
5. "Prelude to King Kong" – 3:38
6. "God Bless America" (Irving Berlin) – 1:10
7. "A Pound for a Brown on the Bus" – 1:29
8. "Ian Underwood Whips It Out" – 5:05

#### Cara 3
1. "Mr. Green Genes" – 3:14
2. "We Can Shoot You" – 2:03
3. "If We'd All Been Living in California..." – 1:14
4. "The Air" – 2:57
5. "Project X" – 4:48
6. "Cruisin' for Burgers" – 2:18

#### Cara 4
1. "King Kong Itself (as played by the Mothers in a studio)" – 0:49
2. "King Kong II (its magnificence as interpreted by Dom DeWild)" – 1:21
3. "King Kong III (as Motorhead explains it)" – 1:44
4. "King Kong IV (the Gardner Varieties)" – 6:17
5. "King Kong V (as played by 3 deranged Good Humor Trucks)" – 0:34
6. "King Kong VI (live on a flat bed diésel in the middle of a race track at a Miami Pop Festival . . . the Underwood ramifications)" – 7:24

### Edición CD

#### Disco 1
1. "Uncle Meat: Main Title Theme" – 1:56
2. "The Voice of Cheese" – 0:26
3. "Nine Types of Industrial Pollution" – 6:00
4. "Zolar Czakl" – 0:54
5. "Dog Breath, in the Year of the Plague" – 3:59
6. "The Legend of the Golden Arches" – 3:28
7. "Louie Louie (At the Royal Albert Hall in London)" (Richard Berry) – 2:19
8. "The Dog Breath Variations" – 1:48
9. "Sleeping in a Jar" – 0:50
10. "Our Bizarre Relationship" – 1:05
11. "The Uncle Meat Variations" – 4:46
12. "Electric Aunt Jemima" – 1:46
13. "Prelude to King Kong" – 3:38
14. "God Bless America" (Irving Berlin) – 1:10
15. "A Pound for a Brown on the Bus" – 1:29
16. "Ian Underwood Whips It Out" – 5:05
17. "Mr. Green Genes" – 3:14
18. "We Can Shoot You" – 2:03
19. "If We'd All Been Living in California..." – 1:14
20. "The Air" – 2:57
21. "Project X" – 4:48
22. "Cruisin' for Burgers" – 2:18

#### Disco 2
1. "Uncle Meat Film Excerpt, Pt. 1" – 37:34
2. "Tengo Na Minchia Tanta" – 3:46
3. "Uncle Meat Film Excerpt, Pt. 2" – 3:50
4. "King Kong Itself (as played by the Mothers in a studio)" – 0:49
5. "King Kong II (its magnificence as interpreted by Dom DeWild)" – 1:21
6. "King Kong III (as Motorhead explains it)" – 1:44
7. "King Kong IV (the Gardner Varieties)" – 6:17
8. "King Kong V (as played by 3 deranged Good Humor Trucks)" – 0:34
9. "King Kong VI (live on a flat bed diésel in the middle of a race track at a Miami Pop Festival . . . the Underwood ramifications)" – 7:24

## Personal

### Músicos
The Mothers of Invention
- Frank Zappa – guitarra, voz, percusión
- Ray Collins – voz
- Jimmy Carl Black – batería
- Roy Estrada – bajo eléctrico, voz
- Don (Dom De Wild) Preston – piano eléctrico
- Billy (The Oozer) Mundi – batería (tocó en algunas canciones antes de abandonar el grupo)
- Bunk (Sweetpants) Gardner – flautín, flauta, clarinete, clarinete bajo, saxofón soprano, saxofón alto, saxofón tenor, fagot
- Ian Underwood – órgano eléctrico, piano, clavecín, celesta, clarinete, flauta, saxofón alto, saxofón barítono
- Artie (With the Green Moustache) Tripp – batería, timbales de concierto, vibráfono, marimba, xilófono, caja china, campanas, campanas tubulares
- Euclid James (Motorhead/Motorishi) Sherwood – saxofón tenor, pandereta, coreografía

Músicos adicionales
- Ruth Komanoff – marimba, vibráfono
- Nelcy Walker – voz soprano en "Dog Breath" y "The Uncle Meat Variations"
- Pamela Zarubica como Suzy Creamcheese (no aparece en los créditos)

### Producción
- Frank Zappa – productor
- Jesper Hansen – ingeniero
- Euclid James Sherwood – técnico, coreógrafo
- Art Tripp – asesor
- Cal Schenkel – diseño
- Roy Estrada – diseño
- Ian Underwood – copista, relaciones públicas, asistente

## Posicionamiento
Álbum - Billboard (Estados Unidos)
| Año  | Lista          | Posición |
| ---- | -------------- | -------- |
| 1969 | Álbumes de pop | 43       |